# Bryum pallescens
Bryum pallescens là một loài Rêu trong họ Bryaceae. Loài này được Schleich. ex Schwägr. mô tả khoa học đầu tiên năm 1816.